# Heinkel He 178
Heinkel He 178 foi o primeiro avião turbojato a voar. Foi uma iniciativa privada da empresa alemã Heinkel. Voou pela primeira vez em 27 de agosto de 1939 pilotado por Erich Warsitz. Voo realizado 21 meses antes do caça britânico Gloster E.28/39.

## Desenvolvimento

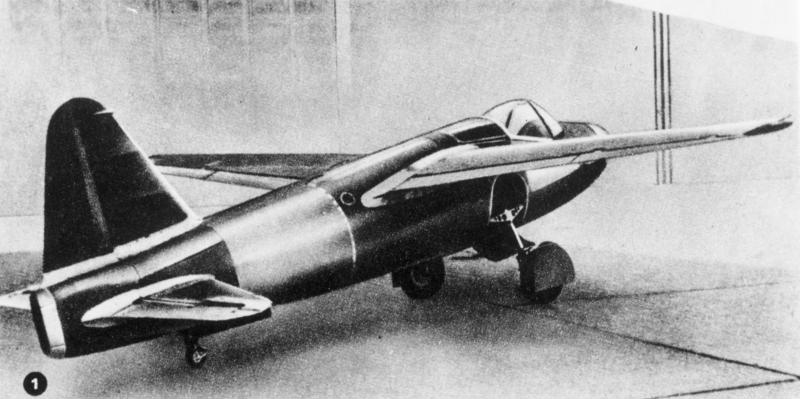
Vista posterior do Heinkel He 178.

Três ângulos.

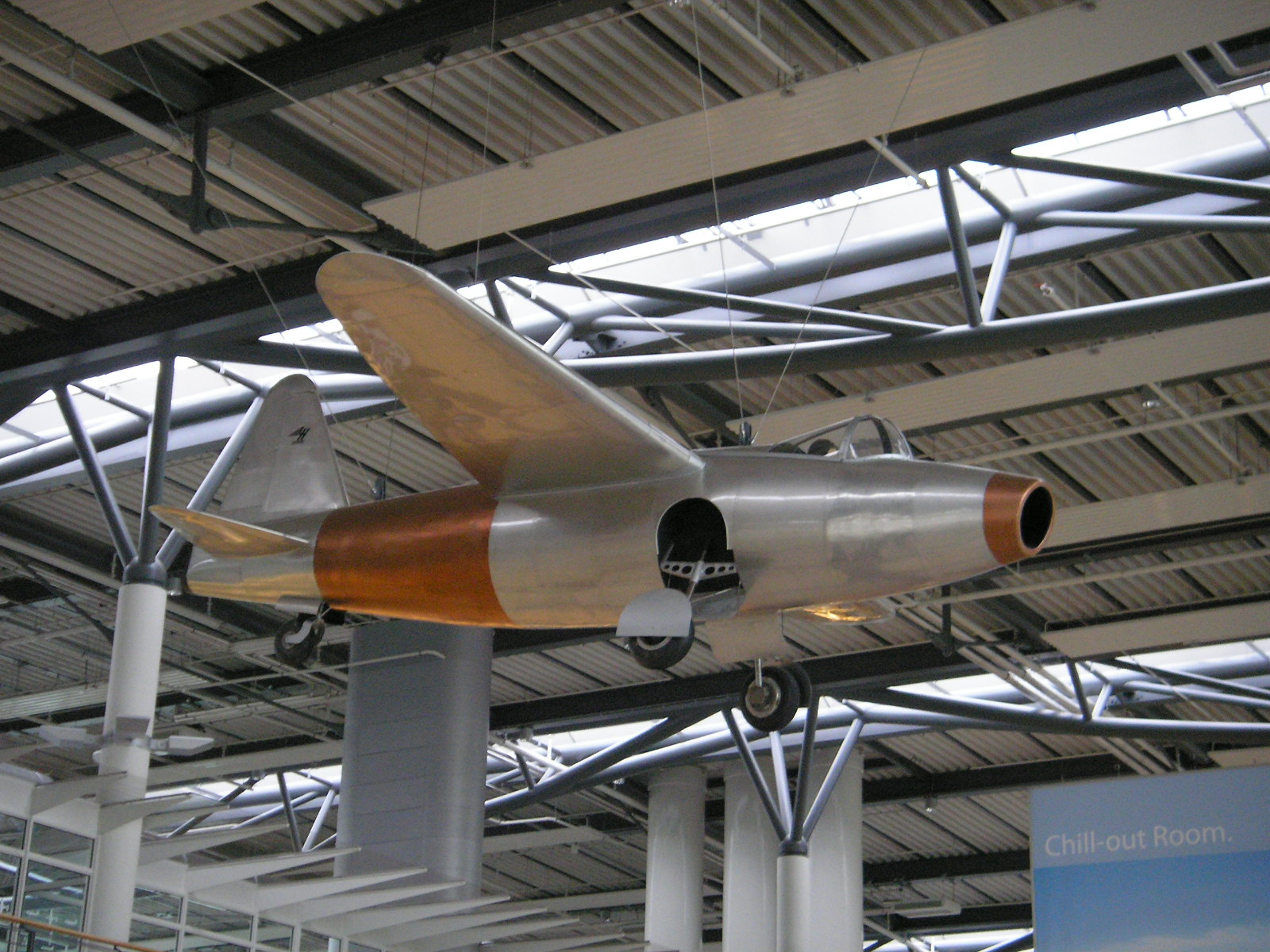
Réplica do He 178 no Rostock-Laage Airport de Rostock na Alemanha.

Em 1936, o jovem engenheiro Hans von Ohain havia obtido uma patente para usar a exaustão de uma turbina à gás como meio de propulsão. Ele mostrou sua ideia a Ernst Heinkel, que concordou em desenvolver o conceito. Von Ohain demonstrou seu primeiro motor em 1937. O He 178 foi desenhado sobre o terceiro projeto de motor de von Ohain, movido a diesel. O resultado foi uma aeronave pequena de construção e configuração convencional, com uma fuselagem metálica asas altas de madeira. A entrada de ar do motor era no nariz do avião e o trem de pouso convencional. O trem de pouso era retrátil, mas por razões de segurança, foi mantido travado para o primeiro voo.
O avião foi um grande sucesso, apesar de somente um protótipo era mais rápido que a aeronave mais rápida com motor à pistão existente, atingindo uma velocidade máxima de 650 km/h e velocidade de cruzeiro de 585 km/h. A velocidade projetada para as aeronaves de produção era de 700 km/h, uma velocidade não atingida em combate até 1944.
Os testes de taxiamento se iniciaram no dia 24 de agosto de 1939, então o grande dia chegou para Heinkel, Von Ohain e Warsitz: 27 de agosto de 1939, ainda antes do alvorecer, o He 178 se preparava para decolar. O He 178 alça voo por sua própria força, se distancia, retorna e pousa, tudo de acordo com o programado. O Voo teve duração de seis minutos e se realizou a uma altitude de aproximadamente dois mil metros. Tudo correu bem, mas isso não impediu Heinkel de ter um pequeno desapontamento ainda neste dia. Logo em seguida à aterrissagem, (04h30) Heinkel telefonou a Ernst Udet. O episódio aqui é narrado por Heinkel em sua autobiografia "Stürmische Leben" (Uma vida Tempestuosa):
| “ | Foi necessário aguardar um momento até que Udet, em tom sonolento, atendesse ao telefone. - Alô (Eu disse a ele), aqui é Heinkel, eu gostaria simplesmente de informá-lo que o capitão Warsitz acabou de realizar um vôo muito bem sucedido com o primeiro jato do mundo, o He-178, usando o primeiro propulsor a jato do mundo, o HeS-3B, e que pousou sem dificuldade alguma. Após um longo silêncio, Udet respondeu num tom sonolento: - Hum, muito bem, felicitações, a Warsitz também. Mas agora deixe-me dormir!. | ” |

Em 1 de novembro de 1939, Heinkel organizou uma demonstração do jato para o Ministério da Aeronáutica alemão Reichsluftfahrtministerium, onde tanto Ernst Udet e Erhard Milch testemunharam a performance da aeronave.
Entretanto devido à posição conservadora de ambos em relação ao projeto de aeronaves, não houve nenhum interesse oficial no projeto.
Apesar disso Heinkel não se deteve e decidiu desenvolver um jato bimotor, o Heinkel He 280 privadamente com o que tinha aprendido no desenvolvimento do He 178.
O He 178 foi enviado ao Deutsches Technikmuseum em Berlin, onde foi destruído em um ataque aéreo em 1943.